# Justinus Darmojuwono
 (décembre 2021).
Si vous disposez d'ouvrages ou d'articles de référence ou si vous connaissez des sites web de qualité traitant du thème abordé ici, merci de compléter l'article en donnant les références utiles à sa vérifiabilité et en les liant à la section « Notes et références ».
Justinus Darmojuwono ou Darmojowono né le 2 novembre 1914 à Godean (nl),  en Indonésie, et mort le 3 février 1994 à Semarang) est un cardinal indonésien  de l'Église catholique du XXe siècle, nommé par le pape Paul VI. Il est le premier cardinal indonésien.

## Biographie
Musulman, il se convertit au catholicisme en 1932.
Justinus Darmojuwono étudie à Jogjakarta et à Rome. Après son ordination, il est professeur au séminaire de Semarang et il exerce des responsabilités pastorales dans le vicariat de Semarang. Il est vicaire général et vicaire capitulaire de l'archidiocèse de Semarang. 
Darmajuwono est nommé archevêque de Semarang en 1963 et assiste aux troisième et quatrième sessions du concile Vatcan II en 1964 et 1965. Parallèlement à ses fonctions d'archevêque de Semarang, il est également ordinaire militaire pour l'Indonésie.
Le pape Paul VI le crée cardinal au titre de Ss Nome di Gesù e Maria in Via Lata lors du consistoire du 26 juin 1967. Il participe aux conclaves de 1978, lors desquels Jean-Paul Ier et Jean-Paul II sont élus.